# Tom Pettitt
Thomas "Tom" Pettitt, född 19 december 1859 i Beckenham i Kent, död 17 oktober 1946, var en brittisk tennisspelare och professionell instruktör, tillika världsmästare i court tennis. 
Pettitt upptogs 1982 i International Tennis Hall of Fame.  
Tom Pettitt emigrerade som 17-åring till Boston i USA och utövade där olika racketsporter. Han blev professionell tränare i först i court tennis vid Boston's Tennis & Racquet Club, men också i lawn-tennis vid Newport Casino, Newport, Rhode Island.
Den "valross-mustasch-prydde" Pettitt lärde sig spela lawn-tennis 1876, två år sedan spelet uppfunnits i England och också introducerats i USA. Han verkade som tennisinstruktör ända till 1929, men fortsatte som tillsyningsman vid kasinot ända till sin död. I slutet av 1880-talet företog Pettitt tillsammans med den irländske spelaren George Kerr turneringsresor i USA.
År 1885 vann Pettitt världsmästerskapet i court tennis efter seger över titelhållaren George Lambert. Finalen spelades i det berömda bollhuset Hampton Court utanför London. Han försvarade framgångsrikt sin titel 1890 i Dublin mot utmanaren, engelsmannen Charles Saunders.